# Waar is Elvis?!
Waar is Elvis?! was een Nederlands televisieamusementprogramma dat vanaf 31 juli 2009 op zoek ging naar de grootste Elvis-kunner en -kenner van Nederland. Het programma werd geproduceerd door E.V.A. Media. Waar is Elvis?! werd uitgezonden door de commerciële zender RTL 4. De presentatie was in handen van Gordon en Jamai Loman.

## Format
Het programma ging in vijf weken op zoek naar dé Elvis-kunner en -kenner van Nederland. De Elvis-kunner moest zich bewijzen door het zo goed mogelijk kunnen vertolken van een van Elvis' nummers, Elvis' bewegingen en Elvis' charmes. De Elvis-kenner moest zich bewijzen door het zo goed mogelijk doorstaan van een Elvis quiz. Al snel bleek dat de show matige kijkcijfers haalde voor een prime time tijdstip, en daarmee niet aan de verwachting voldeed van RTL. Dit had mede te maken met het feit dat het programma in de zomer(vakantie) geprogrammeerd werd, en ook met het schokeffect van de dood van Michael Jackson, waardoor mensen mogelijk even minder interesse in Elvis hadden.
De eerste vier weken van het programma bestonden uit vier rondes. In iedere ronde werd er één kunner en één kenner benoemd. De vier kenners en kunners van de vier rondes streden vervolgens tegen elkaar in de finale die op 28 augustus 2009 plaatsvond. Tijdens de finale werd dé Elvis-kunner en -kenner van Nederland vastgesteld. De hoofdprijs voor de kunner was een liveoptreden op een nog onbekende locatie.
De uiteindelijke winnaar in de categorie kunner werd Bouke met de song "A Little Less Conversation". De winnaar van de Elvis-kenners was David van Beek.
Verder heeft Bouke nog één single opgenomen "Bouke - Wearin' That Loved On Look".